# Politika (Hvězdná brána)
Politika je 21. epizoda 1. řady sci-fi seriálu Hvězdná brána.

## Děj
Senátor Robert Kinsey, předseda rozpočtového výboru, přijíždí do SGC s plánem ukončit program Hvězdné brány. Kinsey se domnívá, že program představuje „kolosální plýtvání penězi“. I přes svědectví členů SG-1 a Hammonda, že SGC je jedinou obranou proti Goa'uldům, senátor nařizuje okamžité ukončení programu hvězdné brány. Dokonce i tvrzení Daniela Jacksona, že Goa'uldi se chystají zaútočit na Zemi nemá žádný vliv na Kinseyho, který trvá na tom, že Bůh bude chránit Ameriku a Goa'uldi nepředstavuji pro USA nebezpečí.

### Poznámka
- Tato epizoda je protkána scénami z předchozích dílů seriálu a filmu Hvězdná brána